# Idioma bolo
El bolo (o haka , o libolo , o lubolo ) es una lengua que se hablan los bolos en Angola . Su código ISO 639-3 es blv  Se habla en el sudeste de Luanda y en la provincia de Cuanza Sur.
Hay 2.627 hablantes en el sudeste de Luanda. también se llama Libolo, Lubolo o Haka. Es una lengua cercana al kimbundu . Tiene los dialectos Nsongo y Sama . Según el joshuaproject, hay 4.300 hablantes de bolo.

## Familia lingüística
El bolo, según el ethnologue, es una lengua bantú central del grupo H (H.21) que forma parte del subgrupo de las lenguas kimbundus , junto con el sama , el kimbundu y el songo. En el glottolog aparece como una de las lenguas kimbundus, que son lenguas bantus central-occidentales, junto con estas mismas tres lenguas.

## Nombres
El único nombre para toda la lengua, 'Ngoya', era originalmente peyorativo, aunque cada vez se acepta más. 'Kibala' es el nombre umbundu del dialecto central, Ipala . 'Bolo' es un dialecto periférico.

## Variedades
Los dialectos de esta lengua son Ipala, Hebó, Ucela, Mbwĩ, Bolo y Sende.

## Uso de la lengua
El bolo es una lengua vigorosa (EGIDS 6a). Aunque no está estandarizada, es utilizada por personas de todas las generaciones y tiene una situación sostenible. Es utilizada en el hogar, en la iglesia y en el comercio. Goza de actitudes positivas y también es hablada como segunda lengua por algunos mbundus septentrionales (que hablan el kimbundu). Los bolos también hablan portugués y kimbundo. No existe escritura en bolo.